# 散布山
散布山（ちりっぷさん、露：ボクダン・フメリニツキー火山、Богдан Хмельницкий、英：Bogdan Khmelnitskii）は択捉島にある火山。
安山岩、玄武岩の成層火山で、弱い硫気活動をしている。隣接する北散布山（1,561m、Чирип、英：Chirip）も含めて散布山と呼ばれることもある。1843年と1860年に噴火している。

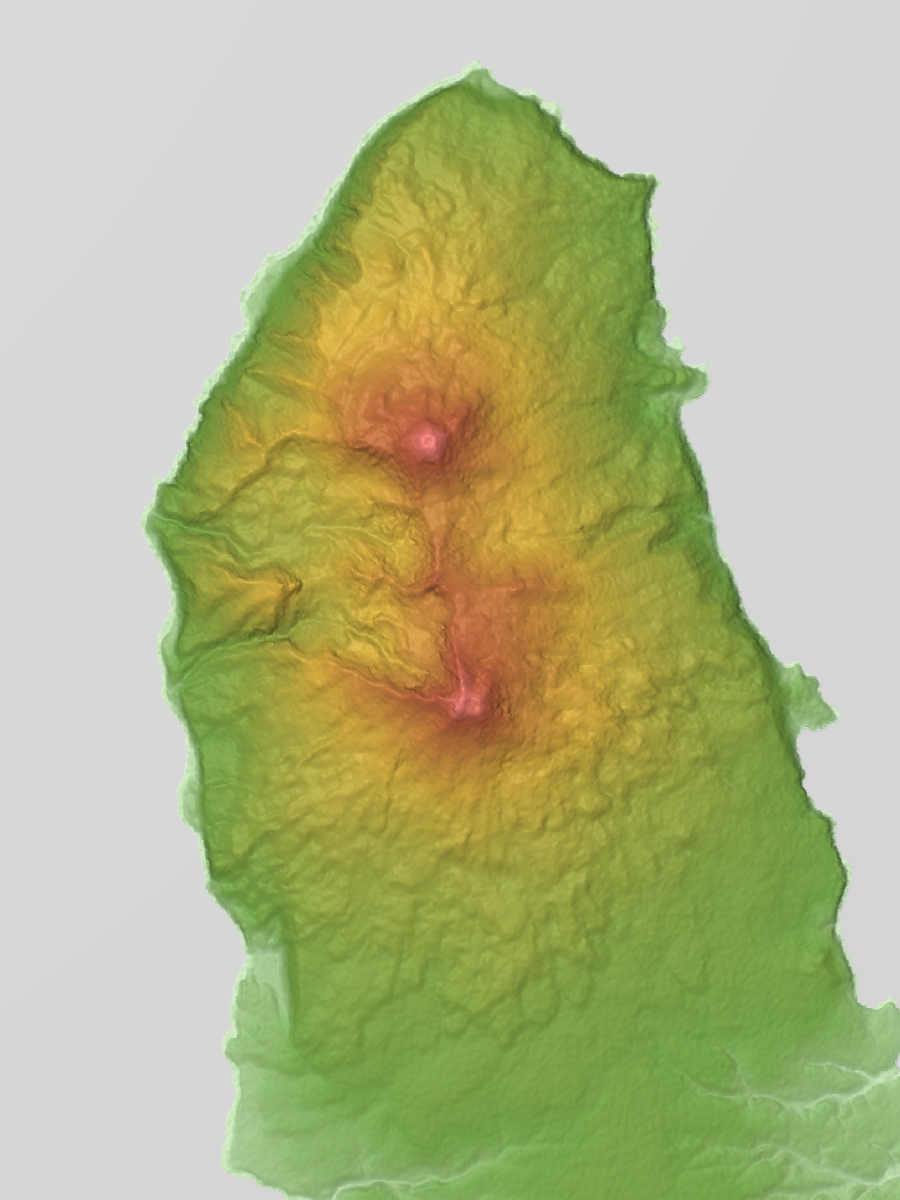
火山体の地形図